# Gustaw Dąmbski
Gustaw Eustachy Dąmbski (Dąbski) z Lubrańca herbu Godziemba (ur. 6 marca 1799 w Lubrańcu, zm. 19 czerwca 1863 w Dreźnie) – powstaniec, poseł na sejm berliński. Uzyskał tytuł hrabiego w Prusach, wraz ze swym bratem Julianem, 19 września 1826 roku. W swych dobrach majątkowych posiadał Kołaczkowo (gdzie wymurował kościół), Wszembórz i Jadowniki.

## Rodzina
Syn Michała (zm. 1805) i Anny Jasińskiej herbu Rawicz (zm. 1851), rodzonej siostry generała Jakuba Jasińskiego. Wnuk Jana Pawła (zm. 1783), kasztelana brzeskiego. Dnia 20 września 1840 poślubił Leokadię Dąmbską (1823-1887), córkę Damiana, wnuczkę Jana Nepomucena i prawnuczkę Kazimierza Józefa (1701-1767), wojewody sieradzkiego. Z małżeństwa urodziło się sześcioro dzieci: Arnold (ur. 1842), Witold (1843), Stefan (1844-1899), Wiktoria (ur. 1845), Helena (ur. 1847) i Gustaw Bogdan Dąmbski (1858-1903). Leokadia Dąmbska po śmierci Gustawa Eustachego poślubiła swego krewnego Bruno Dąmbskiego (1844-1899).
Bruno Dąmbski był synem Apolinarego Pantaleona Dąmbskiego (1802-1866), oficera wojsk polskich, odznaczonego Orderem Orła Białego, wnukiem Jana Chrzciciela (1731-1812), generalnego inspektora kawalerii wojsk koronnych, kasztelana inowrocłwskiego, kowalskiego i konarsko-kujawskiego, prawnukiem Kazimierza Józefa (1701-1767), wojewody sieradzkiego.

## Kariera naukowa, wojskowa i polityczna
Był wykształconym polskim obywatelem i gorącym patriotą. Uzyskał tytuł doktora prawa. Był członkiem Poznańskiego Towarzystwo Przyjaciół Nauk (1858). W wojsku był porucznikiem 4 pułku piechoty wojsk polskich 1831. Uczestniczył w powstaniu listopadowym. Kilkakrotnie posłował na sejmy: poznański 1841 i inne pruskie. Kawaler Krzyża Virtuti Militari.